# Єлітув (Лодзинське воєводство)
Єлітув (пол. Jelitów) — село в Польщі, у гміні Біла-Равська Равського повіту Лодзинського воєводства.
Населення — 135 осіб (2011).
У 1975-1998 роках село належало до Скерневицького воєводства.

## Демографія
Демографічна структура станом на 31 березня 2011 року:
|          | Загалом | Допрацездатний вік | Працездатний вік | Постпрацездатний вік |
| -------- | ------- | ------------------ | ---------------- | -------------------- |
| Чоловіки | 72      | 23                 | 41               | 8                    |
| Жінки    | 63      | 11                 | 36               | 16                   |
| Разом    | 135     | 34                 | 77               | 24                   |